# Ramularia anomala
Ramularia anomala är en svampart som beskrevs av Peck 1913. Ramularia anomala ingår i släktet Ramularia och familjen Mycosphaerellaceae.   Inga underarter finns listade i Catalogue of Life.